# 三國無双
『三國無双』（さんごくむそう）は、1997年2月28日に光栄（現・コーエーテクモゲームス）から発売されたPlayStation用ゲーム。小説『三国志演義』を題材とした3D対戦格闘ゲームである。「コーエー定番シリーズ」などの廉価版も発売されている。
キャッチコピーは「剣が踊り、槍が閃く──並ぶ者なき驚異の武器格闘!」。
コーエーの開発チーム「ω-Force（オメガフォース）」の初開発作品で、後に続編作品としてPlayStation 2用ソフト『真・三國無双』シリーズが発売されるが、「無双乱舞」などの要素やキャラクターのモーションが引き継がれているものの、格闘ゲームではなく一対多数の三人称視点3Dアクションゲームに変更されている。

## 登場キャラクター

### デフォルトキャラクター

#### 魏
夏侯惇（かこうとん）
武器：曲刀「麒麟牙」（きりんが）
声：中井和哉
典韋（てんい）
武器：板斧「牛頭」（ごず）、 手甲「馬頭」（めず）
声：中井和哉
許褚（きょちょ）
武器：鉄槌「蚩尤砕」（しゆうさい）
声：吉水孝宏

#### 呉
周瑜（しゅうゆ）
武器：古錠刀（こていとう）
声：吉水孝宏
陸遜（りくそん）
武器：双剣「飛燕」（ひえん）
声：野島健児
太史慈（たいしじ）
武器：双鞭「虎撲」（こぼく）、「殴狼」（おうろう）
声：掛川裕彦

#### 蜀
趙雲（ちょううん）
武器：槍「竜胆」（りんどう）
声：小野坂昌也
関羽（かんう）
武器：青竜偃月刀（せいりゅうえんげつとう）
声：増谷康紀
張飛（ちょうひ）
武器：蛇矛（だぼう）
声：掛川裕彦

#### その他
貂蝉（ちょうせん）
武器：双錘「麗玉錘」（れいぎょくすい）
声：小松里歌

### ボスキャラクター
一定条件を満たすとプレイヤーとして使用可能になる。
曹操（そうそう）
武器：倚天の剣（いてんのけん）
声：岸野幸正
中ボス。魏のキャラ3人のストーリーをクリアする
諸葛亮（しょかつりょう）
武器：羽扇
声：小野坂昌也
中ボス。「ビームを撃つ諸葛亮」の元祖。蜀のキャラ3人のストーリーをクリアする
呂布（りょふ）
武器：方天画戟（ほうてんがげき）
声：稲田徹
全キャラクター共通（一部除く）の最終ボス。上の二人含む12人のストーリーをクリアする

### 隠しキャラクター
一定条件を満たし、隠しコマンドを入力するとプレイヤーとして使用可能になる。
孫尚香（そんしょうこう）
声：宇和川恵美
周瑜のコンパチキャラクター。コマンド入力の際、特にストーリーをクリアする必要はない。
信長（のぶなが）
声：岸野幸正
信長の野望シリーズよりゲスト参戦。呂布のコンパチキャラクター。呂布のストーリーをクリアしてからコマンド入力をする。声優や性格は曹操と同一。尚、専用BGMは英傑伝シリーズの『織田信長伝』の合戦テーマをアレンジしたものになっている。
とーきち
『太閤立志伝II』よりゲスト参戦。曹操のコンパチキャラクター。2頭身の大雑把なポリゴンモデルなので明らかに他のキャラクターに比べて浮いている。信長のストーリーをクリアしてからコマンド入力すると出現する。勝利時の決めゼリフ「心配御無用!」は、1996年のNHK大河ドラマ『秀吉』の竹中直人演じる秀吉が元ネタ。尚、専用BGMは『太閤立志伝II』の堺・平戸の町のテーマをアレンジしたものになっている。

## イメージソング
オプション画面で聞けるイメージソング『BLUE SKY BLUE'SO BLUE』は聖麗美少女隊セレスが歌っている。この曲は歌手の吉川麻衣子がセレスに提供したものであり、後に一部歌詞を変更し吉川自身の曲となった完成版『そらのかけら』として、1998年～1999年にかけて名古屋テレビ制作・テレビ朝日系にて放送されたアニメ『Bビーダマン爆外伝』の初代EDテーマに使用された。

## 開発
当時のコーエーはシミュレーションゲームで知られており、会社規模で新しいことに取り組みたいと考えた当時の社長・襟川陽一により、ω-Forceが結成され、本作がデビュー作となった。本作は対戦型格闘ゲームである以上、史実を忠実に再現するよりも、キャラクターの個性を誇張する形でキャラクターの区別化を図った。たとえば、許褚は恰幅の良い人物として描かれた一方、典韋はスキンヘッドの男性として描かれた。

## 反響
『真・三國無双』シリーズのプロデューサーを務める鈴木亮浩は、2020年のインタビューの中で、コーエーが格闘ゲームを作ることを疑問視する声があったことを認めており、発売後に開発を外注していると誤解された際は、外注で作られたゲームと同等の完成度であるという評価でもあり、作っている自分たちとしてはうれしかった一面もあったと振り返っている。

## 関連商品
- 三國無双 オリジナル・サウンドトラック
- 真・三國無双 究極音盤（DISC2に劇中で使用される曲が収録。ただしオープニング・キャラクター選択・各戦闘曲のみ）
- 真・三國無双 アルティメットBOX（DISC1に上記と同内容の曲が収録）
- 真・三國無双 アルティメットBEST（オープニング・キャラクター選択・趙雲と呂布の戦闘曲が収録）
- 真・三國無双5 Empires（PSP版のみ、各戦闘曲が収録されている。PS3版とXbox 360版では追加アイテムとしてダウンロードすると選択可能になる）
- 真・三國無双6（初回特典および特定の店舗で予約購入すると、本作の衣装がダウンロードできるプロダクトコードが特典としてついてくる）
- 真・三國無双7（特定の店舗で予約購入すると、本作の衣装がダウンロードできるプロダクトコードが特典としてついてくる）
- デストレーガ（特定の条件を満たすと、キャラクターのコスチュームを本作のものに変更できる）